# Lag Norberg
Lag Norberg från Härnösands CK har representerat Sverige i curling vid flera VM, EM och OS på 2000-talet. Laget bestod sedan 2003, då Le Moine kom in, av Anette Norberg, Eva Lund, Cathrine Lindahl och Anna Le Moine (tidigare Svärd, född Bergström). När laget vann EM-guld 2001 spelade Maria Hasselborg etta och vid EM-guldet 2002 var Helena Lingham etta i laget. Reserv i OS 2006 var Ulrika Bergman och i OS 2010 Kajsa Bergström.
Laget vann fem EM-guld i rad 2001-2005 och blev åter europamästare 2007. 2005 och 2006 blev man världsmästare och 2006 och 2010 olympiska mästare. Därmed lyckades laget 2005-2006 med en bedrift som inget annat lag gjort tidigare, nämligen att vinna OS, VM och EM under samma säsong. Den 26 februari 2010 blev lag Norberg första lag i historien att försvara ett OS-guld genom seger i finalen mot Kanada, slutresultat 7-6 efter att ha stulit en poäng i skiljeomgången.
Den 24 maj 2010 meddelades att det dåvarande laget upplöstes.
Säsongen 2010/2011 bildade Anette Norberg ett nytt lag med de nya lagkamraterna Lotta Lennartsson, Sara Carlsson och Cissi Östlund från Karlstads CK. De tog guld i VM under sin första säsong och besegrade Kanada i finalen.